# Sparodon durbanensis
Sparodon durbanensis es una especie de peces de la familia Sparidae en el orden de los Perciformes.

## Morfología
• Los machos pueden llegar alcanzar los 120 cm de longitud total.

## Distribución geográfica
Se encuentra en las costas del sureste del Atlántico: desde el Cabo de Buena Esperanza hasta KwaZulu-Natal (Sudáfrica). También observado en Yibuti y Mozambique.